# داريل إل. كلارك
داريل إل. كلارك (بالإنجليزية: Darrell L. Clarke)‏ هو سياسي أمريكي، ولد في 1940 في فيلادلفيا في الولايات المتحدة. حزبياً، نشط في الحزب الديمقراطي.